# Гет Кастел (стадіон)
«Гет Кастел» або «Спарта Стадіон» (нід. Spartastadion Het Kasteel) — футбольний стадіон у Роттердамі, Нідерланди, домашня арена ФК «Спарта» (Роттердам).

## Опис
Стадіон відкритий у 1916 році. Назва арени із нідерландської означає «Замок», що походить від двох замкоподібних веж, які є елементами споруди стадіону. У 1999 році здійснено капітальну реконструкцію та розширення стадіону. 
У 2004 році «Замок» було викуплено менеджером однієї із текстильних компаній, який був президентом «Спарти». Відтоді ця частина стадіону належить ФК «Спарта» і нині там працює клубний музей. Фасади-вітрини стадіону, побудовані під час реконструкції 1999 року, знаходяться у власності акціонерів ФК «Спарта». У кожному з них розташовані експозиційні виставки та тематичні клуби за інтересами, які тісно пов'язані із фан-клубом «Спарти».